# رادمانووو
رادمانووو (به صربی: Radmanovo) یک منطقهٔ مسکونی در صربستان است که در بروس واقع شده‌است. رادمانووو ۷٫۲۶ کیلومتر مربع مساحت و ۱۲۲ نفر جمعیت دارد و ۱٬۱۶۱ متر بالاتر از سطح دریا واقع شده‌است.